# Мешуллам
Мешуллам — заместитель нагида, главы еврейской общины в средние века.
В Египте в средние века мешуллам помогал нагиду, наделённому достаточно широкими полномочиями, принимать решения по гражданским и уголовным делам общины, помогал в назначении раввинов, сбора податей, наказании и заключении в тюрьму провинившихся.